# Berme

Berme an einem Damm

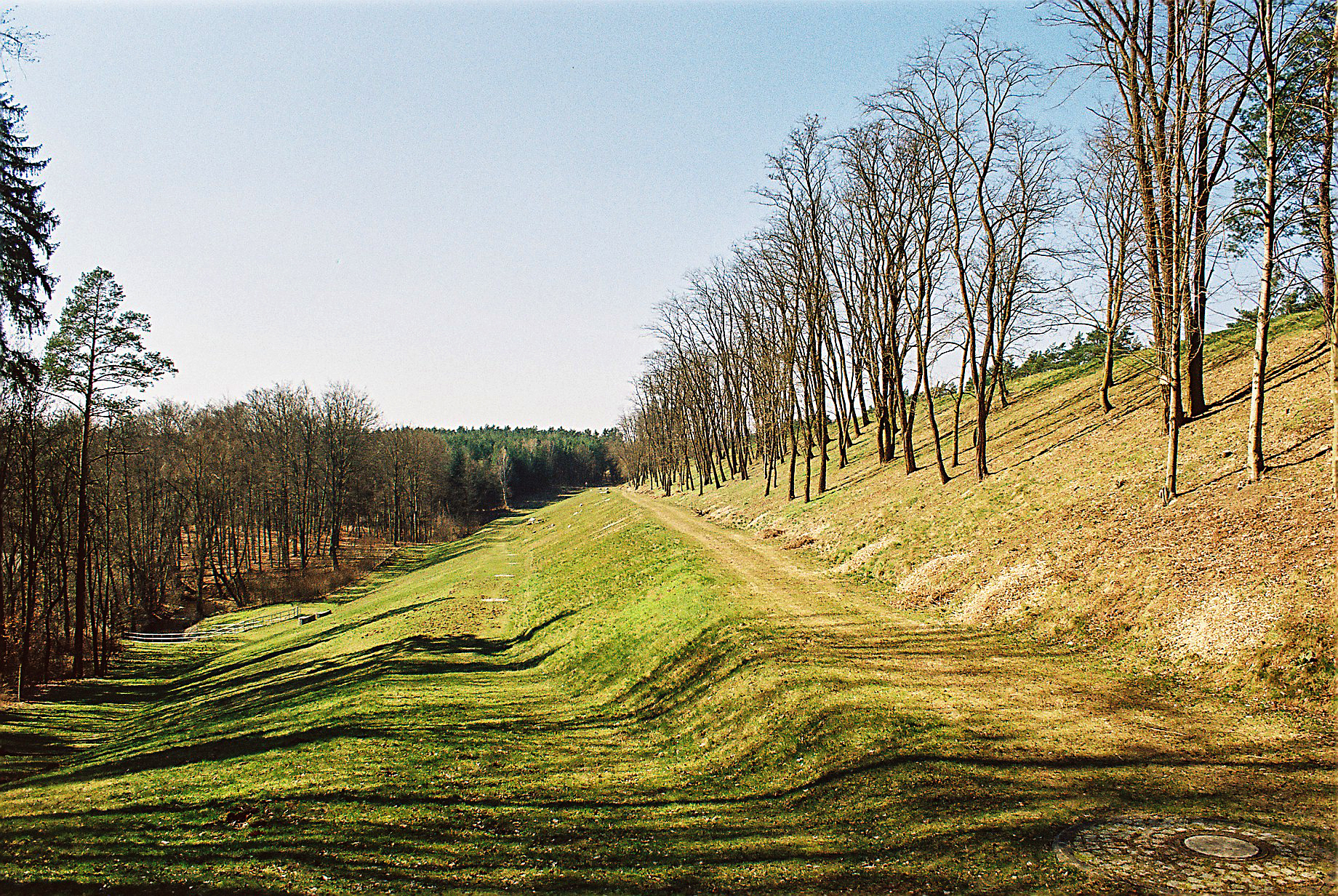
Dammböschung mit zwei Bermen

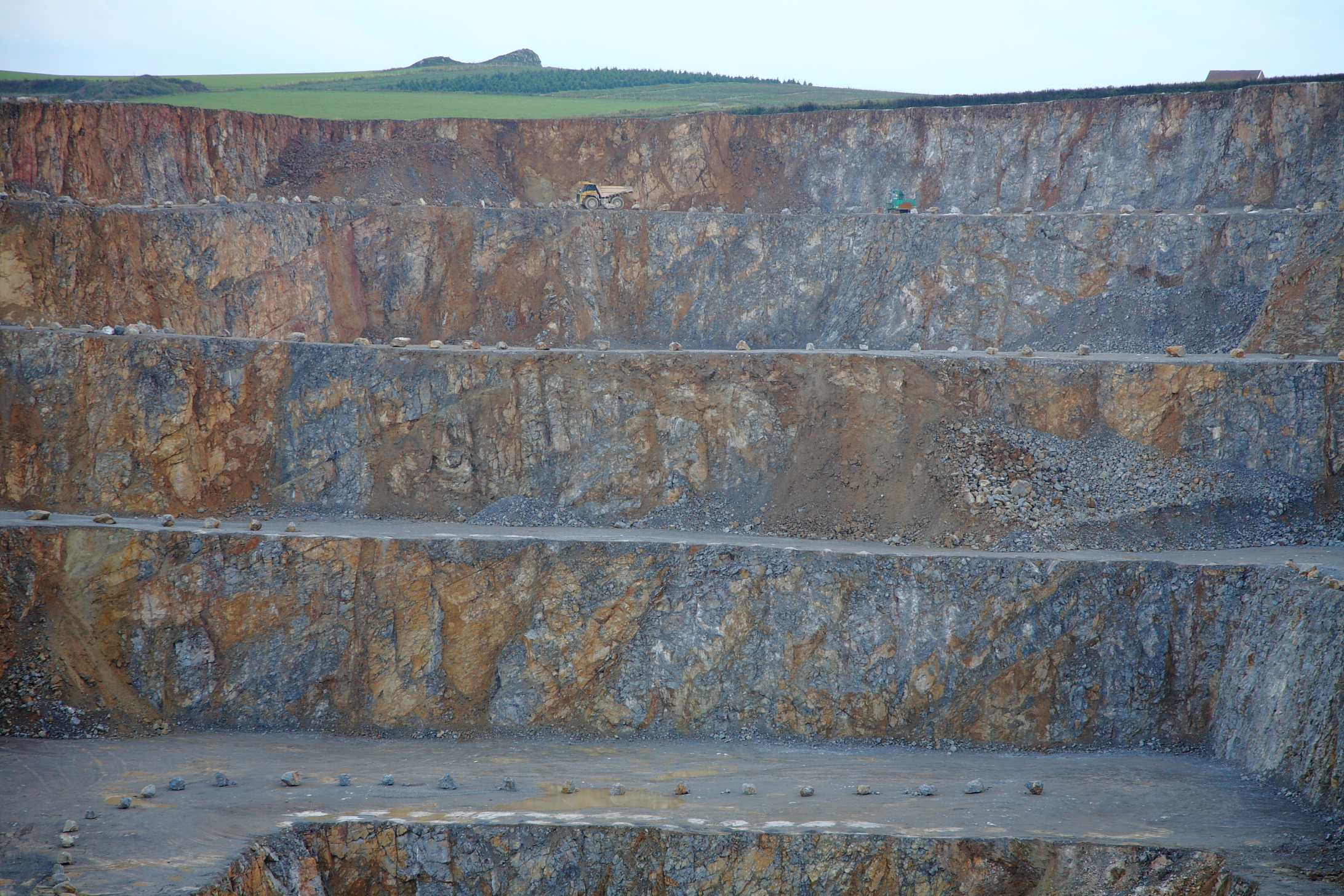
Bermen im Steinbruch Mühlenbein

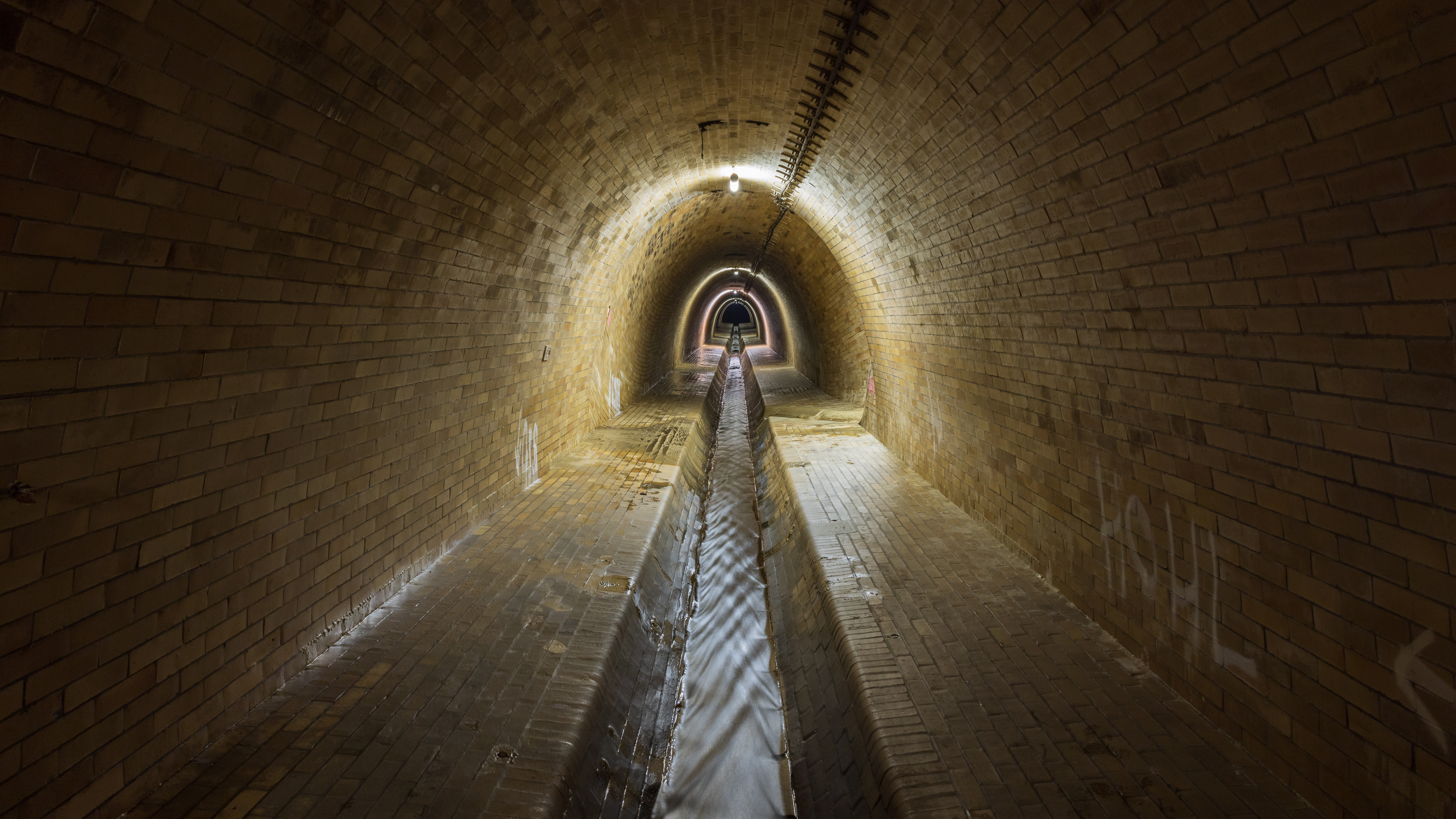
Unterirdischer Bachkanal mit zwei Bermen neben dem mittigen Gerinne

Eine Berme ist ein horizontales Stück oder ein Absatz in der Böschung eines Dammes, eines Walls, einer Baugrube, eines Steinbruchs oder an einem Hang. Sie unterteilt die Böschung in zwei oder mehrere Abschnitte. Eine Berme soll den Erddruck auf den Fuß der Böschung vermindern. Eine Böschung mit steilem Hang und Bermen ist standsicherer als eine durchgehende Böschung ohne Bermen. Ein Böschungsbruch wird so vermieden.

## Beschreibung
Bermen können als Geh- oder Fahrweg auf beiden Seiten eines Dammes genutzt werden, denn von dort aus kann ein Damm besser instand gehalten werden. Weiterhin können dort Leitungen und Kabel verlegt werden.
Bei geböschten Baugruben dient eine Berme dazu, nachrutschendes Material aufzufangen. Sie muss ab etwa 3,00 m Grabentiefe angewendet werden. Die Ausführung ist in der DIN 4124 geregelt. Nach den deutschen Unfallverhütungsvorschriften müssen Bermen zum Begehen mindestens 0,60 m breit sein; Bermen zum Auffangen abrutschender Teile mindestens 1,50 m.
Den Ausdruck Berme gibt es im Wasserbau, Erdbau, Deichbau, Tagebau, in der Archäologie und im Festungsbau. Bei unterirdischen Gewässerläufen wird eine begehbare Schulter neben dem Gerinne als Berme bezeichnet.
Im mittelalterlichen Festungsbau bezeichnete Berme ein ebenes Stück Erde zwischen der Stadtmauer, Burgmauer oder Festungsmauer oder einer Brüstung und einem vorgelagerten Graben. Die Berme sollte den Druck der Mauer aufnehmen und so die innere oft steile Böschung bzw. den Bereich der inneren Grabenfuttermauer/Eskarpemauer entlasten, um statische Zusammenbrüche der inneren Grabenböschung zu vermeiden. Beim Absturz von Mauerteilen durch Beschuss mit Bliden oder später Mörsern und Kanonen verhinderte die Existenz einer Berme zum großen Teil, dass das Bruchgut den Graben auffüllte.

## Wald- oder Forst-Bermen im Oldenburger Land
Eine landeskulturelle und historische Besonderheit stellen die sogenannten Wald- oder Forst-Bermen an den ehemaligen Staats-Chausseen im Oldenburger Land dar. Dabei handelt es sich um längs von Straßen gelegene, durchschnittlich 30 Meter breite Landstreifen, die oft auf langer Strecke mit Wald bestockt sind. Derartige Bermen finden sich vor allem auf der Geest im Süden Oldenburgs. Die Bermen entstanden zwischen 1820 und 1850/1860 im Zuge des Ausbaus der alten oldenburgischen Staatsstraßen. Diese prägenden Landschaftselemente gelten als kulturhistorisch wertvoll und daher erhaltenswert.
Als 2008 bekannt wurde, dass die niedersächsische Landesregierung unter Christian Wulff die Forstbermen als „überschüssige“ Flächen in das Sondervermögen Landesliegenschaftsfonds Niedersachsen überführt und seit 2005 verkauft hatte, regte sich daher heftiger Widerstand dagegen. Bis Mitte 2008 hatte der Landesliegenschaftsfonds bereits 278.000 Quadratmeter der Bermen für 257.000 Euro verkauft. Der Natur- und Heimatschützer Eilert Tantzen wurde daraufhin bei Wirtschafts- und Verkehrsminister Walter Hirche vorstellig und erreichte den sofortigen Stopp dieser Aktion.

## Normen und Standards
- DIN 4124 – Baugruben und Gräben – Böschungen, Verbau, Arbeitsraumbreiten
- Zusätzliche Technische Vertragsbedingungen und Richtlinien für Erdarbeiten im Straßenbau (ZTVE-StB 94)